# 해발고도

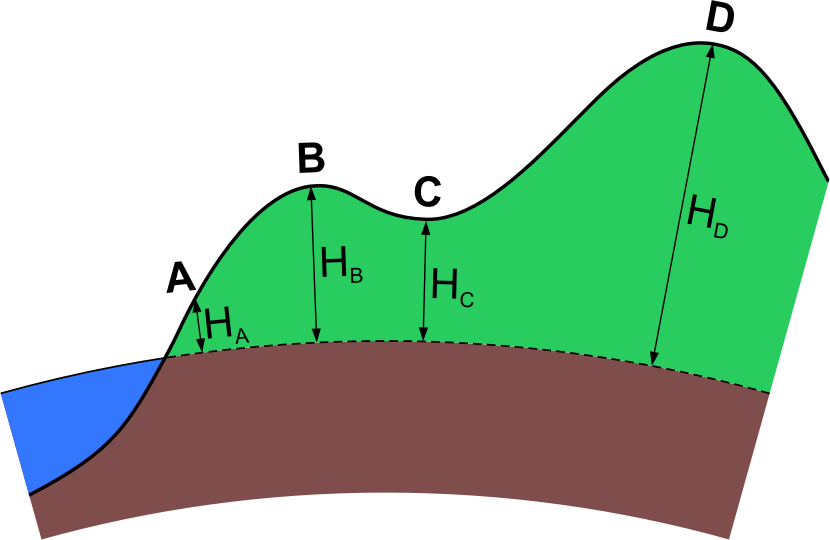

해발고도(海拔高度)는 기준점이 되는 해수면인 수준원점(水準原點)에서 측정 대상까지의 고도를 말한다.
대한민국은 인천 앞바다의 평균 해수면을, 조선민주주의인민공화국은 원산 앞바다의 평균 해수면을, 수준원점으로 정하고 있다. 대한민국 수준원점은 1963년 인하대학교 교정 내(인천광역시 미추홀구 인하로 100)에 설치되어 오늘날에 이르고 있다.
이처럼 나라별로 기준점이 다르기 때문에 같은 측정 대상이라도 높이가 다를 수 있는데, 예를 들어 백두산의 높이는 대한민국 기준에 따르면 2,744m(일제강점기 측정치)지만, 조선민주주의인민공화국 기준에 따르면 2,750m이며, 텐진 앞바다의 평균 해수면을 수준원점으로 하고 있는 중화인민공화국의 기준에 따르면 2,749.2m이다.

## 같이 보기
- 백두산
- 수준원점